# Камбье, Эрнест Франсуа
Эрнест Франсуа Камбье (фр. Ernest François Cambier; 21 июня 1844, Ат — 23 июля 1909, Схарбек) — бельгийский путешественник.
Принял участие в 1877 году в первой экспедиции Международной африканской ассоциации в Центральную Африку (территория нынешнего Конго). После смерти начальника экспедиции, капитана Креспеля (24 января 1878), Камбье встал в её главе и с большими трудностями достиг Уньямвези и оттуда, через Уньямьембе, левого берега озера Танганьика, где в 1879 году основал первую научную станцию Международной ассоциации, приобретя у местных князьков территорию около 20 квадратных километров. Возглавляя эту станцию в 1880—1881 годах, Камбье вёл сбор денег для строительства первой в Конго железной дороги, боролся с работорговлей.
В 1882 году Камбье вернулся в Европу. Опубликовал «Rapports sur les marches de la première expédition de l’Association internationale» (1879).